# Écaquelon
Écaquelon ist eine französische Gemeinde mit 608 Einwohnern (Stand: 1. Januar 2022) im Département Eure in der Region Normandie. Die Gemeinde gehört zum Kanton Pont-Audemer. Die Einwohner werden Écaquelonais genannt.

## Geographie
Écaquelon liegt etwa 32 Kilometer nordnordöstlich von Bernay im Roumois. Umgeben wird Écaquelon von den Nachbargemeinden Illeville-sur-Montfort im Norden, Thénouville im Nordosten, Saint-Léger-du-Gennetey im Osten, Bonneville-Aptot im Südosten, Thierville im Süden, Glos-sur-Risle im Westen und Südwesten sowie Montfort-sur-Risle im Nordwesten.
| Jahr      | 1962 | 1968 | 1975 | 1982 | 1990 | 1999 | 2016 |
| --------- | ---- | ---- | ---- | ---- | ---- | ---- | ---- |
| Einwohner | 361  | 372  | 300  | 357  | 426  | 428  | 618  |

## Sehenswürdigkeiten
- Kirche Saint-Jacques aus dem 11./12. Jahrhundert, Umbauten aus dem 16. und 18. Jahrhundert, seit 1926 Monument historique
- Schloss Bois-Héroult aus dem 16. Jahrhundert
- Schloss La Ferté
- Schloss La Heunière
- Herrenhaus aus dem 18. Jahrhundert in Les Epinais

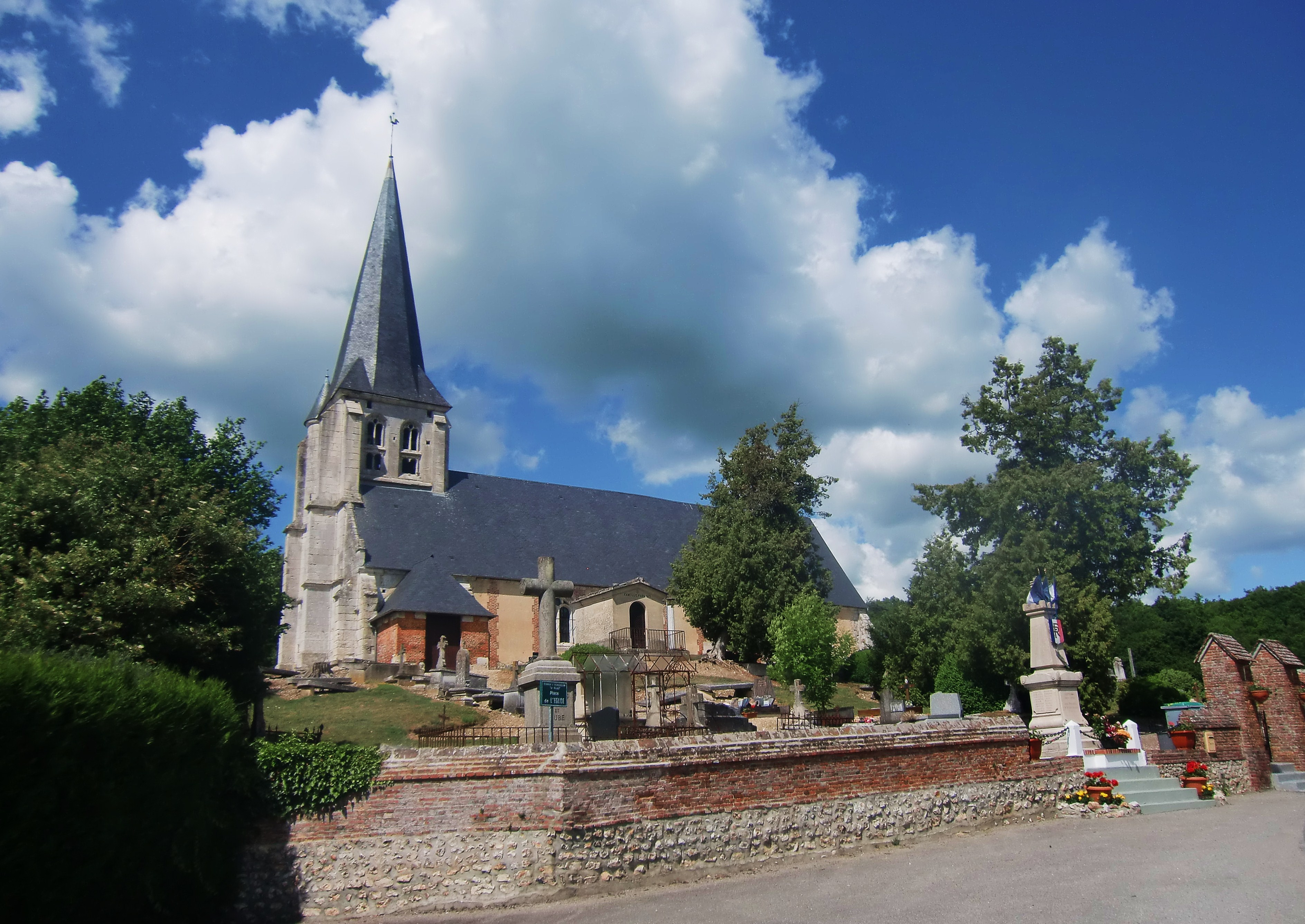
Kirche Saint-Jacques